# Argonauták

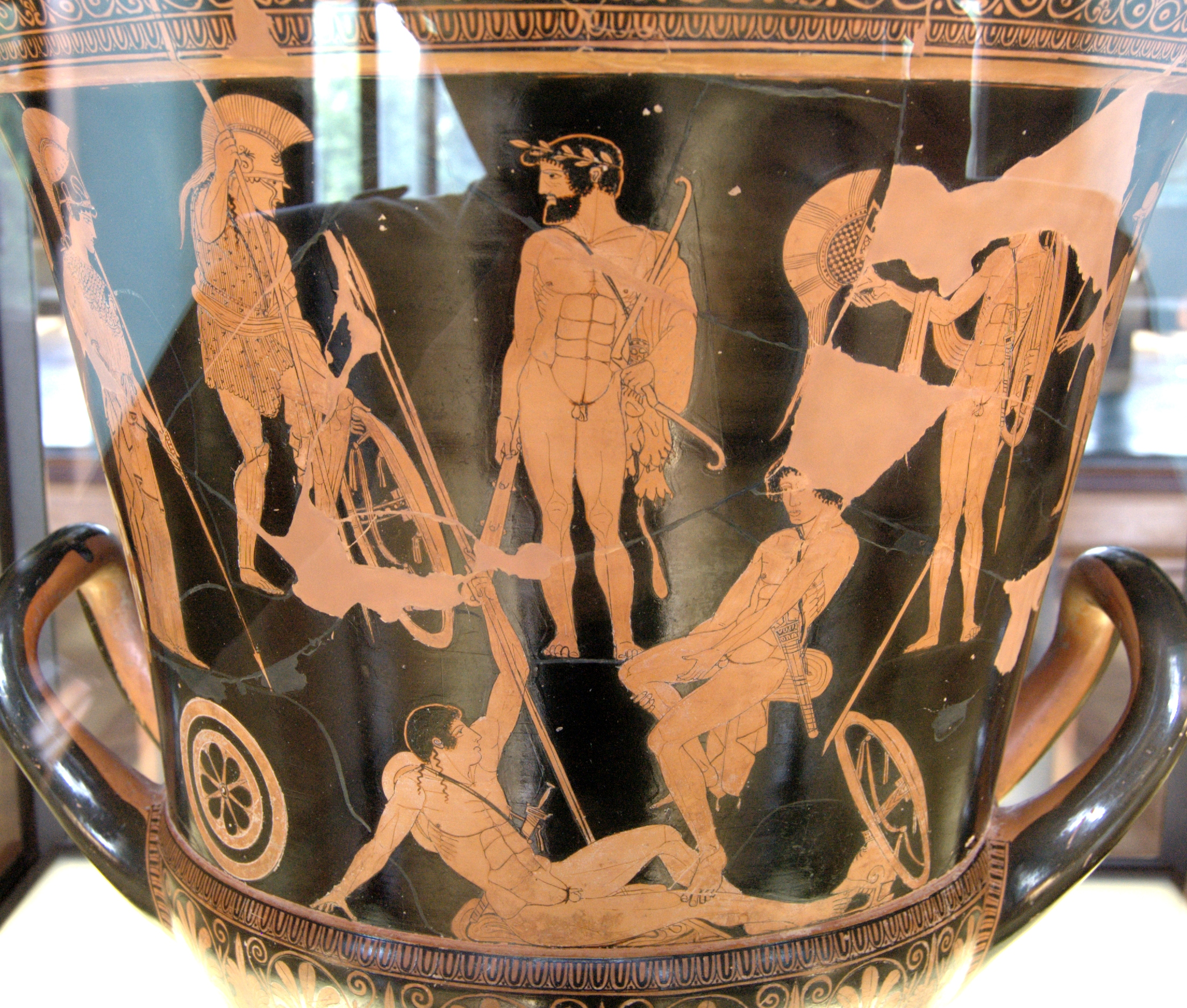
Héraklész és az argonauták gyülekezése

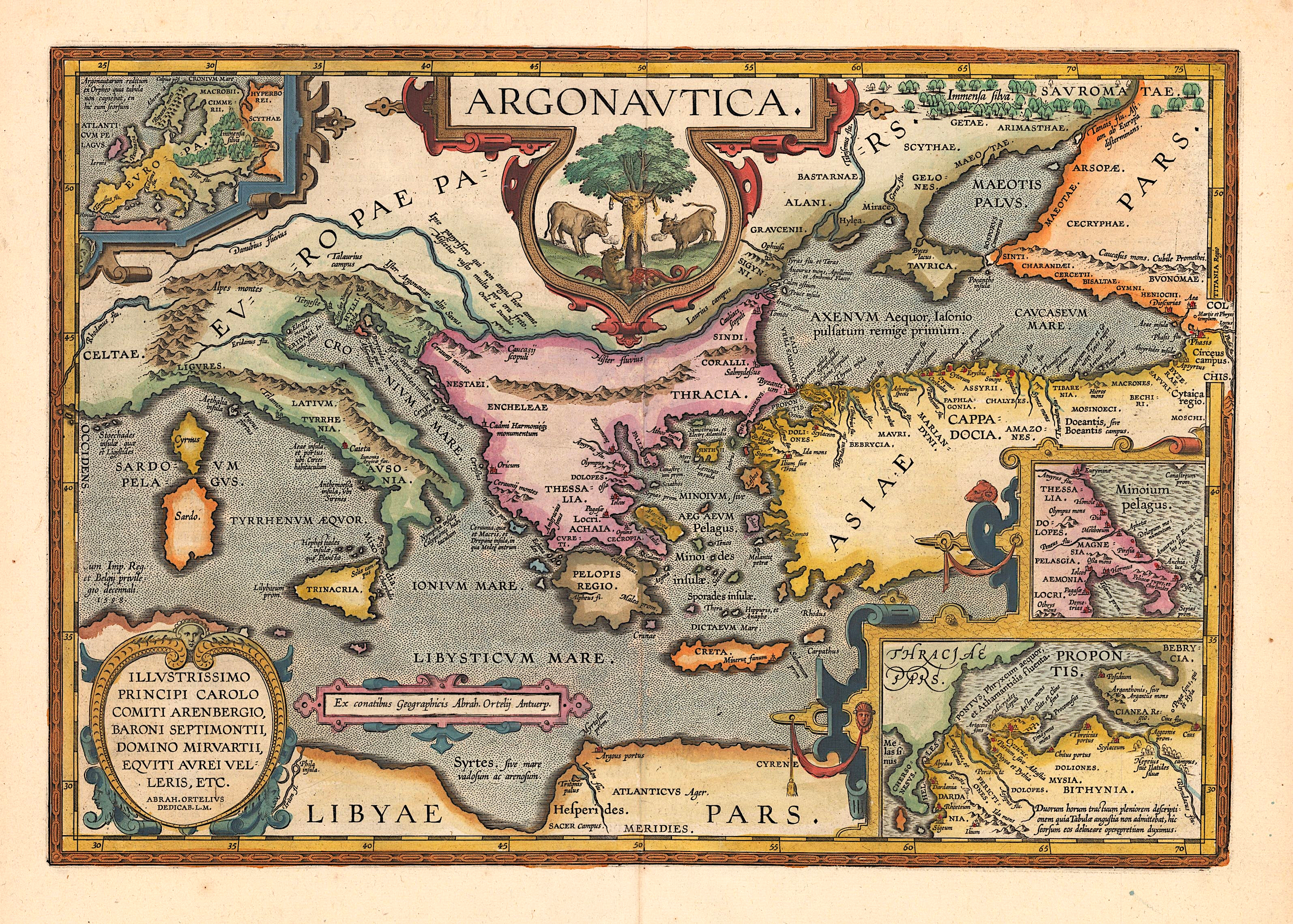
Térképes illusztráció az Argonauták útjáról, Abraham Ortelius ősi földrajzi Parergon atlaszából, (1624)

Az argonauták néven ismertek a görög mitológiában az az ötven harcos Iaszón vezetésével, akik az Argosz által épített Argó hajón Iolkoszból a kis-ázsiai Kolkhiszba hajóztak, hogy segítsenek Iaszón királyfinak megszerezni az ott sárkánnyal őrzött aranygyapjút. A különböző mítoszok több nevet is felsorolnak, de ezek csak részben azonosak. Említik a legendák argonautaként többek között Nesztórt, Orpheuszt, Kasztórt és Polüdeukészt, Thészeuszt, Péleuszt, és Héraklészt.
Az utazás során a hősök számos veszedelmet éltek át. A hajó először Lémnosz szigetén állt meg, ahol csak asszonyok laktak, akik hűtlen férjüket Thoasz király kivételével mind megölték. Az argonauták két évig maradtak itt, s a hagyomány szerint tőlük származott a sziget lakossága. A Hellészpontosznál kalózokkal kellett megütközniük; miután szétkergették őket, a doliónok szigetén kötöttek ki. Aztán, hogy innen elindultak, egy éjjeli vihartól visszasodródtak a partra, ahol a doliónok kalózoknak vélték őket, és rájuk rontottak. A harcban Iaszón megölte a doliónok királyát; ezt követően áldozatokat kellett bemutatniuk, hogy kiengeszteljék a sziget védőistenét. Müsziában Hülászt elragadták a nimfák, Bithüniában a bebrüxok királya, Amükosz tartóztatta fel őket. Trákia partján Phineusz, a vak jövendőmondó megtanította Iaszónt, hogyan kerülje el a mozgó és összecsukódó sziklákat. Az amazonok földjét érintve, Arétiász szigetére jutottak, ahonnan elűzték a sztümphaloszi madarakat.
Elérkezve Kolkhiszba, Iaszón kikövetelte Aiétész királytól az aranygyapjút, s a király odaígérte, ha teljesíti a próbákat: ekébe kellett fognia két érclábú, tüzet okádó bikát, fel kellett velük szántania Arész mezejét, és sárkányfogakat elvetnie. Iaszónnak csak Aiétész lányának, a varázsló Médeiának a segítségével sikerül végrehajtania a feladatokat.
Az argonauták hazaútja is bővelkedett kalandokban. A szirének szigete mellett elhajózva, Orpheusz dalai mentették meg őket azok csábításától; a Szkülla és Kharübdisz között az istenek segítségével jutottak át.
A hajóút legteljesebb ókori feldolgozása Apollóniosz Rhodiosz Argonautika című eposza. Az aranygyapjú elrablása, illetve Médeia története gyakori témája volt a 18–19. századi operáknak, többek között Francesco Cavalli (1649), Ercole Bernabei (1674),  Johann Sigismund Kusser (1692), Pascal Collasse (1696), Georg Anton Benda (1769), Luigi Cherubini (1797), Johann Simon Mayr (1813) és Giovanni Pacini (1843) dolgozták fel. Regény formájában a huszadik században Robert Graves Az aranygyapjú című regényében írta meg.